# Jordan Henderson
Jordan Brian Henderson (Sunderland, Inglaterra, 17 de junio de 1990) es un futbolista británico que juega de centrocampista en Brentford F. C. de la Premier League.

## Trayectoria

### Sunderland A. F. C.

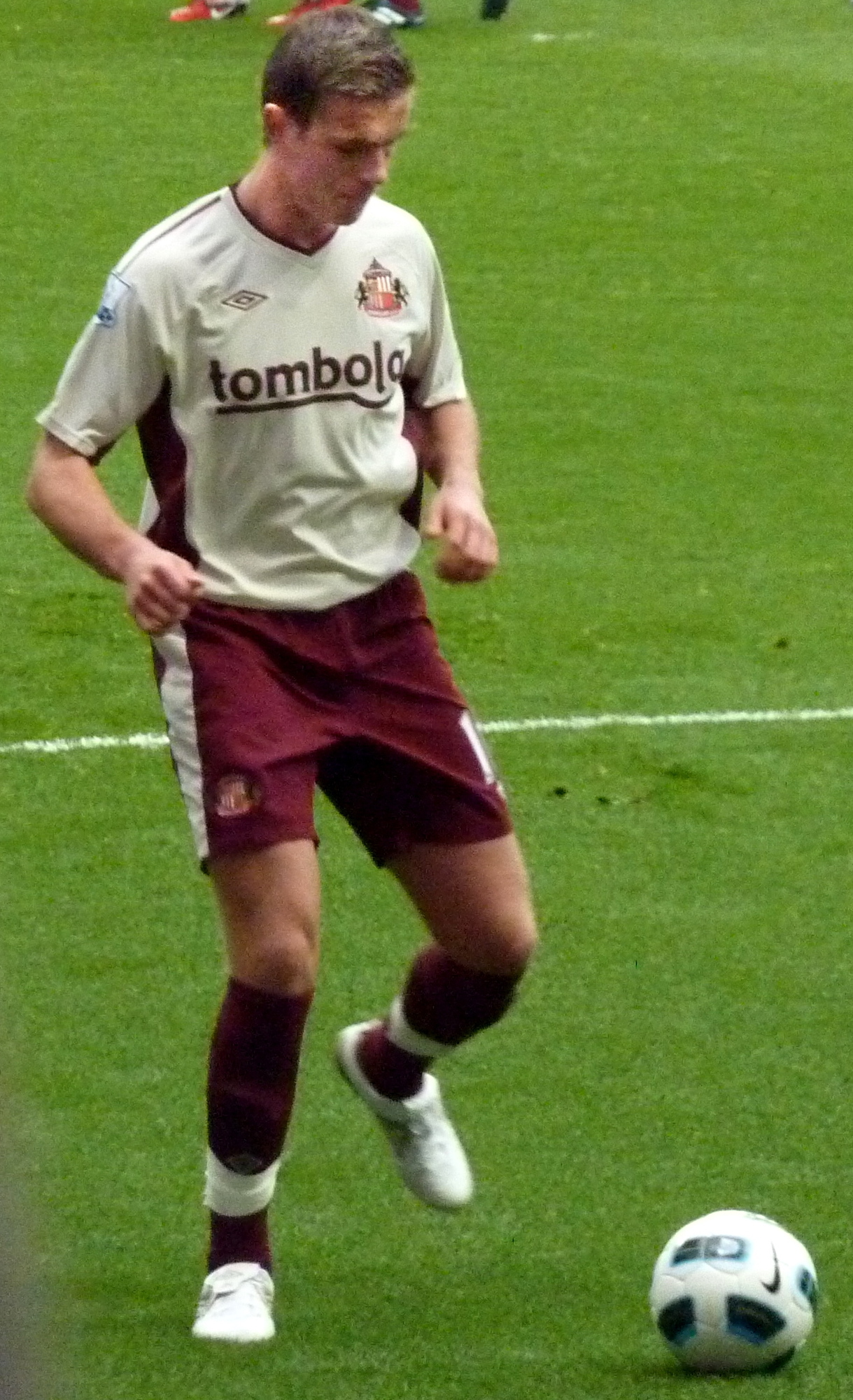
Jordan Henderson con el Sunderland A. F. C.

Jordan se unió a la academia del Sunderland A. F. C. a los 8 años de edad, alternando esta con entrenamientos en la montaña que hacía con su padre con el objetivo de mejorar su condición física y fortalecer su carácter. Luego de irse abriendo paso a través de las diferentes categorías juveniles del club, Jordan logró debutar con el Sunderland en la Premier League el 1 de noviembre de 2008 en la derrota por 5-0 frente al Chelsea F. C., luego de haber entrado de cambio al medio tiempo por Steed Malbranque. Posteriormente, el 12 de noviembre, Jordan hizo su debut como titular en la derrota de su equipo por 2-1 ante el Blackburn Rovers en la Football League Cup, siendo sustituido al minuto 80 por Grant Leadbitter.
El 29 de enero de 2009, Jordan fue cedido al Coventry City de la Football League Championship durante un mes, debutando como titular con este equipo dos días después en la derrota por 2-1 ante el Derby County. Su desempeño con el Coventry fue tal que, el 23 de febrero de 2009, el club le extendió su préstamo hasta el final de la temporada 2008-09. Cinco días después, Jordan anotó su único gol con este equipo en la victoria por 2-1 sobre el Norwich City, al haber abierto el marcador al minuto 19. Sin embargo, Jordan sufrió una fractura en el quinto metatarsiano de su pie, por lo que tuvo que regresar al Sunderland el 8 de abril de 2009, finalizando prematuramente su préstamo. En total, Jordan disputó 13 partidos durante su tiempo con el Coventry.
Después de haberse recuperado de su lesión, Jordan fue promovido al primer equipo al comienzo de la temporada 2009-10. El 22 de septiembre de 2009, Jordan anotaría su primer gol con el Sunderland en la victoria por 2-0 sobre el Birmingham City en la tercera ronda de la Football League Cup, mientras que su primer gol en la Premier League sería el 19 de diciembre de 2009 ante el Manchester City, marcando el segundo gol de su equipo al minuto 24, aunque el City se llevaría la victoria por 4-3.
Jordan pasó la mayor parte de la temporada desempeñándose como volante por derecha, aunque también jugaba en la posición de centrocampista defensivo en ausencia de Lee Cattermole. El 24 de abril de 2010, Henderson firmó una renovación de contrato con el Sunderland hasta el 2015. Su buen desempeño con el Sunderland hizo que fuera elegido por los aficionados como el Mejor Jugador Joven de la temporada. Su primera temporada completa con el Sunderland fue todo un logro, ya que además de haber conseguido su primer galardón personal, también logró disputar 38 partidos, anotando en dos ocasiones.
Para la temporada 2010-11, se le asignó a Jordan el dorsal 10, un cambio respecto al dorsal 16 que había utilizado anteriormente. Su primer gol de la temporada sería el 5 de diciembre de 2010 ante el West Ham United, en donde anotó el único gol del encuentro en la victoria de su equipo por 1-0, mientras que su primer doblete con el Sunderland sería el 23 de abril de 2011, en la victoria por 4-2 sobre el Wigan Athletic. Al finalizar la temporada, Jordan fue elegido por segundo año consecutivo como el Mejor Jugador Joven del equipo. Jordan también logró disputar 39 partidos, uno más que en la temporada anterior.

### Liverpool F. C.

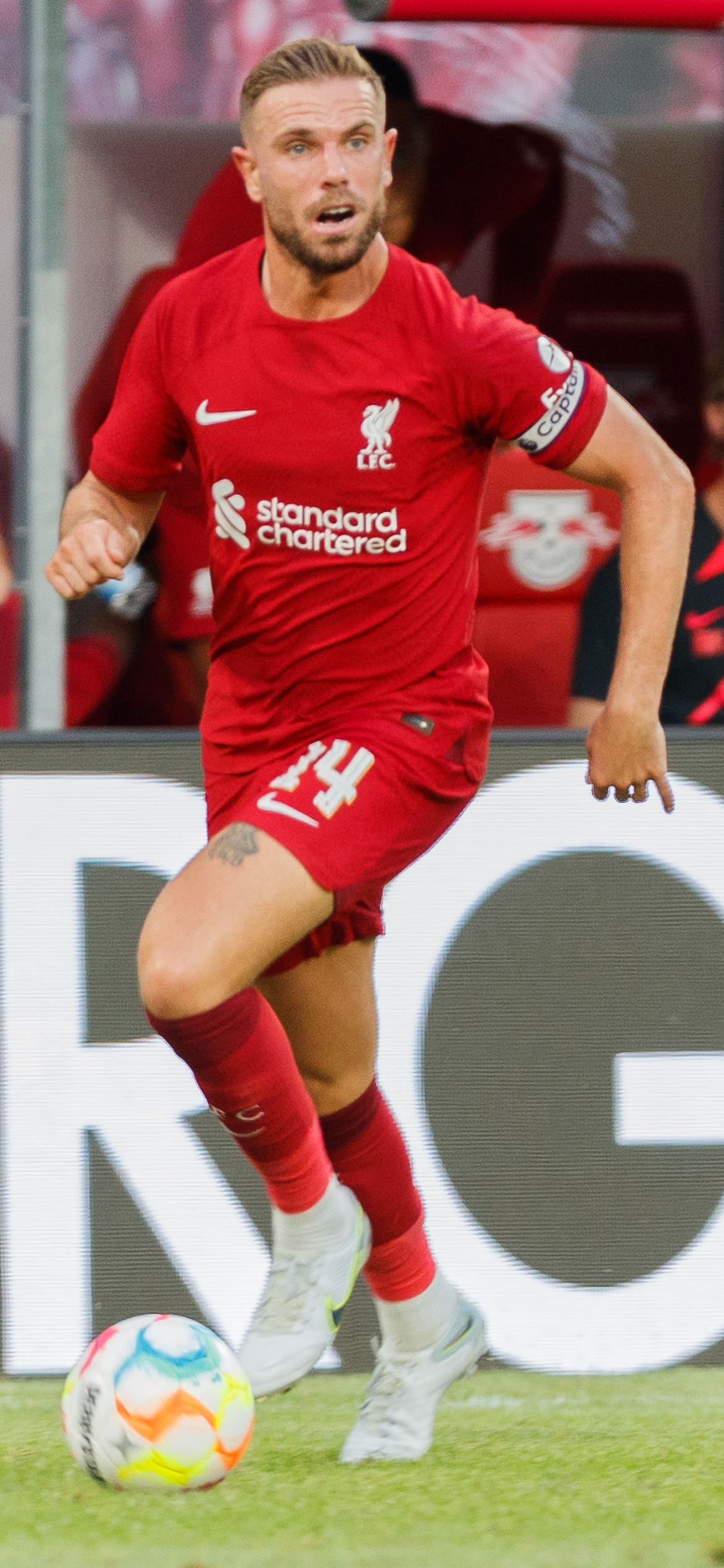
Jordan Henderson con el Liverpool F. C.

El 8 de junio de 2011, el Liverpool F. C. llegó a un acuerdo con el Sunderland por la contratación de Henderson, pagando una cantidad de 16 millones £. Al día siguiente, Henderson completó su traspaso al Liverpool después de que le realizaran las pruebas médicas correspondientes, firmando un contrato de 5 años. Su debut con el Liverpool sería el 13 de agosto de 2011 precisamente frente al Sunderland, en donde ambos equipos empataron a 1-1. El 27 de agosto Jordan marcó su primer gol con el Liverpool en la victoria por 3-1 sobre el Bolton Wanderers. En su primera temporada en el club red fue galardonado con el trofeo al mejor jugador joven del equipo, además de conquistar el título de la Copa de la Liga. Ese mismo año también fue elegido como mejor jugador inglés sub-21. Su segunda temporada en el club no fue fácil ya que perdió la titularidad en muchos partidos, aunque logró un gol decisivo, ante el Udinese, que clasificó al equipo a la siguiente ronda de la Liga Europa.
Se convirtió en indiscutible en el equipo titular de cara a la temporada 2013-14. En julio de 2015, con la marcha de Steven Gerrard, se convirtió en el primer capitán del equipo. A pesar de ello, esa temporada (2015-16) fue muy complicada por la inactividad causada por las lesiones. Al inicio de la siguiente, fue galardonado con el mejor gol del mes de la Premier League, en septiembre de 2016, tras su tanto en Stamford Bridge.
El 26 de mayo de 2018 jugó su primera final de Liga de Campeones como titular, en la que acabaron perdiendo por 1 a 3 ante el Real Madrid. El 1 de junio de 2019 fue el encargado de levantar el título de Liga de Campeones después de derrotar al Tottenham por 2 a 0 en la final.
El 27 de julio de 2023 puso fin a su etapa en el club después de doce temporadas. Se marchó habiendo disputado 492 partidos en los que anotó 33 goles. En ese momento era el tercer jugador con más encuentros jugados en la Premier League vistiendo la camiseta red y él fue el encargado de levantar el título en 2020, rompiendo así una racha de 30 años sin conquistarlo.

### Breve paso por Arabia Saudita y regreso a Europa
Tras abandonar Liverpool, siguió su carrera en el Al-Ettifaq Club donde iba a ser entrenado por su antiguo compañero Steven Gerrard. Apenas estuvo unos meses en el equipo, ya que el 18 de enero de 2024 acordó la rescisión de su contrato y fichó por el A. F. C. Ajax hasta el año 2026. Con ellos disputó 57 partidos y el 10 de julio de 2025 ambas partes acordaron terminar su relación contractual después de que el jugador hubiera pedido marcharse.

### Vuelta a Inglaterra
Cinco días después de haber abandonado el equipo neerlandés, se hizo oficial su vuelta al fútbol inglés tras firmar por dos años con el Brentford F. C.

## Selección nacional
Ha sido internacional con la selección de Inglaterra sub-19, selección de Inglaterra sub-20 y selección de Inglaterra sub-21. Con la sub-21 hizo su debut el 10 de agosto de 2010 ante Uzbekistán. Su primer gol con esta selección fue, el 8 de octubre de 2010, en la victoria de Inglaterra por 2-1 ante Rumania.
El 17 de noviembre de 2010 fue llamado por primera vez a la selección de Inglaterra para disputar un encuentro amistoso ante Francia. Jordan disputó todo el partido y fue compañero de Steven Gerrard en el mediocampo, aunque su selección fue derrotada por 2-1. Fue convocado para la Eurocopa de 2012, donde participó en dos encuentros saliendo desde el banquillo.
El 12 de mayo de 2014 fue incluido por el entrenador Roy Hodgson en la lista final de 23 jugadores que representaron a Inglaterra en la Copa Mundial de Fútbol de 2014.
El 16 de mayo de 2018 Gareth Southgate lo incluyó en la lista de 23 para participar en la Copa Mundial de Fútbol de 2018. El equipo inglés fue eliminado en semifinales.

### Participaciones en Copas del Mundo
| Mundial         | Sede   | Resultado        | Partidos | Goles |
| --------------- | ------ | ---------------- | -------- | ----- |
| Mundial de 2014 | Brasil | Fase de grupos   | 2        | 0     |
| Mundial de 2018 | Rusia  | Cuarto puesto    | 5        | 0     |
| Mundial de 2022 | Catar  | Cuartos de final | 4        | 1     |

### Participaciones en Eurocopas
| Copa          | Sede              | Resultado        | Partidos | Goles |
| ------------- | ----------------- | ---------------- | -------- | ----- |
| Eurocopa 2012 | Polonia · Ucrania | Cuartos de final | 2        | 0     |
| Eurocopa 2016 | Francia           | Octavos de final | 1        | 0     |
| Eurocopa 2020 | Europa            | Subcampeón       | 5        | 1     |

## Estadísticas

### Clubes
| Club                             | Div.          | Temporada     | Liga  | Liga  | Copas nacionales | Copas nacionales | Torneos internacionales | Torneos internacionales | Torneos internacionales | Total | Total |
| Club                             | Div.          | Temporada     | Part. | Goles | Part.            | Goles            | Part.                   | Goles                   | Part.                   | Goles |       |
| -------------------------------- | ------------- | ------------- | ----- | ----- | ---------------- | ---------------- | ----------------------- | ----------------------- | ----------------------- | ----- | ----- |
| Sunderland A. F. C. Inglaterra   | 1.ª           | 2008-09       | 1     | 0     | 1                | 0                | —                       | —                       | 2                       | 0     |       |
| Coventry City F. C. Inglaterra   | 2.ª           | 2008-09       | 10    | 1     | 3                | 0                | —                       | —                       | 13                      | 1     |       |
| Coventry City F. C. Inglaterra   | Total club    | Total club    | 10    | 1     | 3                | 0                | 0                       | 0                       | 13                      | 1     |       |
| Sunderland A. F. C. Inglaterra   | 1.ª           | 2009-10       | 33    | 1     | 5                | 1                | —                       | —                       | 38                      | 2     |       |
| Sunderland A. F. C. Inglaterra   | 1.ª           | 2010-11       | 37    | 3     | 2                | 0                | —                       | —                       | 39                      | 3     |       |
| Sunderland A. F. C. Inglaterra   | Total club    | Total club    | 71    | 4     | 8                | 1                | 0                       | 0                       | 79                      | 5     |       |
| Liverpool F. C. Inglaterra       | 1.ª           | 2011-12       | 37    | 2     | 11               | 0                | —                       | —                       | 48                      | 2     |       |
| Liverpool F. C. Inglaterra       | 1.ª           | 2012-13       | 30    | 5     | 4                | 0                | 10                      | 1                       | 44                      | 6     |       |
| Liverpool F. C. Inglaterra       | 1.ª           | 2013-14       | 35    | 4     | 5                | 1                | —                       | —                       | 40                      | 5     |       |
| Liverpool F. C. Inglaterra       | 1.ª           | 2014-15       | 37    | 6     | 11               | 0                | 6                       | 1                       | 54                      | 7     |       |
| Liverpool F. C. Inglaterra       | 1.ª           | 2015-16       | 17    | 2     | 3                | 0                | 6                       | 0                       | 26                      | 2     |       |
| Liverpool F. C. Inglaterra       | 1.ª           | 2016-17       | 24    | 1     | 3                | 0                | —                       | —                       | 27                      | 1     |       |
| Liverpool F. C. Inglaterra       | 1.ª           | 2017-18       | 27    | 1     | 2                | 0                | 12                      | 0                       | 41                      | 1     |       |
| Liverpool F. C. Inglaterra       | 1.ª           | 2018-19       | 32    | 1     | 1                | 0                | 11                      | 0                       | 44                      | 2     |       |
| Liverpool F. C. Inglaterra       | 1.ª           | 2019-20       | 30    | 4     | 1                | 0                | 9                       | 0                       | 40                      | 4     |       |
| Liverpool F. C. Inglaterra       | 1.ª           | 2020-21       | 21    | 1     | 1                | 0                | 6                       | 0                       | 28                      | 1     |       |
| Liverpool F. C. Inglaterra       | 1.ª           | 2021-22       | 35    | 2     | 10               | 0                | 12                      | 1                       | 57                      | 3     |       |
| Liverpool F. C. Inglaterra       | 1.ª           | 2022-23       | 35    | 0     | 4                | 0                | 4                       | 0                       | 43                      | 0     |       |
| Liverpool F. C. Inglaterra       | Total club    | Total club    | 360   | 29    | 56               | 1                | 76                      | 3                       | 492                     | 33    |       |
| Al-Ettifaq Club Arabia Saudita   | 1.ª           | 2023-24       | 17    | 0     | 2                | 0                | ―                       | ―                       | 19                      | 0     |       |
| Al-Ettifaq Club Arabia Saudita   | Total club    | Total club    | 17    | 0     | 2                | 0                | 0                       | 0                       | 19                      | 0     |       |
| Ajax de Ámsterdam · Países Bajos | 1.ª           | 2023-24       | 9     | 0     | ―                | ―                | 3                       | 0                       | 12                      | 0     |       |
| Ajax de Ámsterdam · Países Bajos | 1.ª           | 2024-25       | 28    | 1     | 2                | 0                | 15                      | 0                       | 45                      | 1     |       |
| Ajax de Ámsterdam · Países Bajos | Total club    | Total club    | 37    | 1     | 2                | 0                | 18                      | 0                       | 57                      | 1     |       |
| Brentford F. C. Inglaterra       | 1.ª           | 2025-26       | 1     | 0     | 0                | 0                | ―                       | ―                       | 1                       | 0     |       |
| Brentford F. C. Inglaterra       | Total club    | Total club    | 1     | 0     | 0                | 0                | 0                       | 0                       | 1                       | 0     |       |
| Total carrera                    | Total carrera | Total carrera | 496   | 35    | 71               | 2                | 94                      | 3                       | 661                     | 40    |       |
| 1. 2.                            |               |               |       |       |                  |                  |                         |                         |                         |       |       |

## Palmarés

### Campeonatos nacionales
| Título           | Club            | País       | Año  |
| ---------------- | --------------- | ---------- | ---- |
| Copa de la Liga  | Liverpool F. C. | Inglaterra | 2012 |
| Premier League   | Liverpool F. C. | Inglaterra | 2020 |
| Copa de la Liga  | Liverpool F. C. | Inglaterra | 2022 |
| FA Cup           | Liverpool F. C. | Inglaterra | 2022 |
| Community Shield | Liverpool F. C. | Inglaterra | 2022 |

### Campeonatos internacionales
| Título                       | Club            | Sede     | Año  |
| ---------------------------- | --------------- | -------- | ---- |
| Liga de Campeones de la UEFA | Liverpool F. C. | Madrid   | 2019 |
| Supercopa de la UEFA         | Liverpool F. C. | Estambul | 2019 |
| Copa Mundial de Clubes       | Liverpool F. C. | Doha     | 2019 |

### Distinciones individuales
| Distinción                                  | Año        |
| ------------------------------------------- | ---------- |
| Mejor Jugador Joven del Sunderland A. F. C. | 2010, 2011 |
| Mejor Jugador Joven del Liverpool F. C.     | 2012       |
| Jugador del año de la sub-21 de Inglaterra  | 2012       |
| Premio FWA al futbolista del año            | 2020       |